# 胡利奥·阿尔瓦雷斯·德尔巴约
胡利奥·阿尔瓦雷斯·德尔巴约（西班牙語：Julio Álvarez del Vayo，1891年2月9日—1975年5月3日）是20世纪西班牙社会党左翼政治人物、记者及作家，曾在第二共和国后期担任拉尔戈和内格林内阁的外交部长。

## 生平
在马德里大学学习法律，后获得巴利亚多利德大学的博士学位，并在倫敦政治經濟學院完成了博士后研究。很早就加入了西班牙工人社会党，在米格尔·普里莫·德里维拉首相的独裁统治期间（1923–1930年）反对社会党同政府合作的路线。他也是一名记者，为阿根廷的《民族报》、西班牙的《自由报》、《太阳报》以及英国的《衛報》撰写文章。第一次世界大战期间曾以记者省份访问美国、欧洲战线和苏联。1930年参与了反君主制起义。第二共和国成立后，他先后被任命为西班牙驻墨西哥及苏联特命全權大使，后当选議會议员。1936年至1939年先后担任拉尔戈·卡瓦列罗和内格林人民阵线政府的外交部长。共和国覆灭后流亡国外。
流亡美国和墨西哥期间，他因为极端左翼思想被逐出工人社会党。1963年在法国成立西班牙民族解放阵线，1970年西班牙民族解放阵线并入反法西斯爱国革命阵线，后担任代理主席，继续进行反佛朗哥独裁政权的斗争。
1973年5月1日与李先念、李德生、汪东兴、华国锋、吴德在颐和园举行了会见活动。
1975年因心臟衰竭在日内瓦去世。

## 寫作
- La nueva Rusia. En camión por la estepa. Las dos revoluciones, siluetas..., Madrid: Espasa-Calpe, 1926
- La senda roja, Madrid: Espasa-Calpe, 1928
- La guerra comenzó en España: lucha por la libertad, Mexico City: Séneca, 1940
- Freedom's battle, New York: Knopf, 1940
- The last optimist, London: Putnam, 1950
- Reportaje en China. Presente y futuro de un gran pueblo, Mexico City: Grijalbo, 1958
- China vence, Paris: Ruedo Ibérico, 1964
- The March of Socialism, New York: Hill and Wang, 1974
- Give me combat, Boston: Little Brown, 1973 (memoir)